# KPPO
KPPO（90.5 FM）是位于美属萨摩亚的一个非商业性宗教广播电台，在2009年5月开播。发射地位于图图伊拉岛。属于长滩第二萨摩亚公理教会。

## 概况
2007年10月，长滩第二萨摩亚公理教会向美国联邦通信委员会申请成立新电台的执照。2009年1月12日，美国联邦通信委员会同意设立这个电台。2009年5月12日被分配呼号为KPPO，2011年12月7日电台得到了广播执照。